# Skogshyddan, Göteborg
För andra betydelser, se Skogshyddan (olika betydelser).

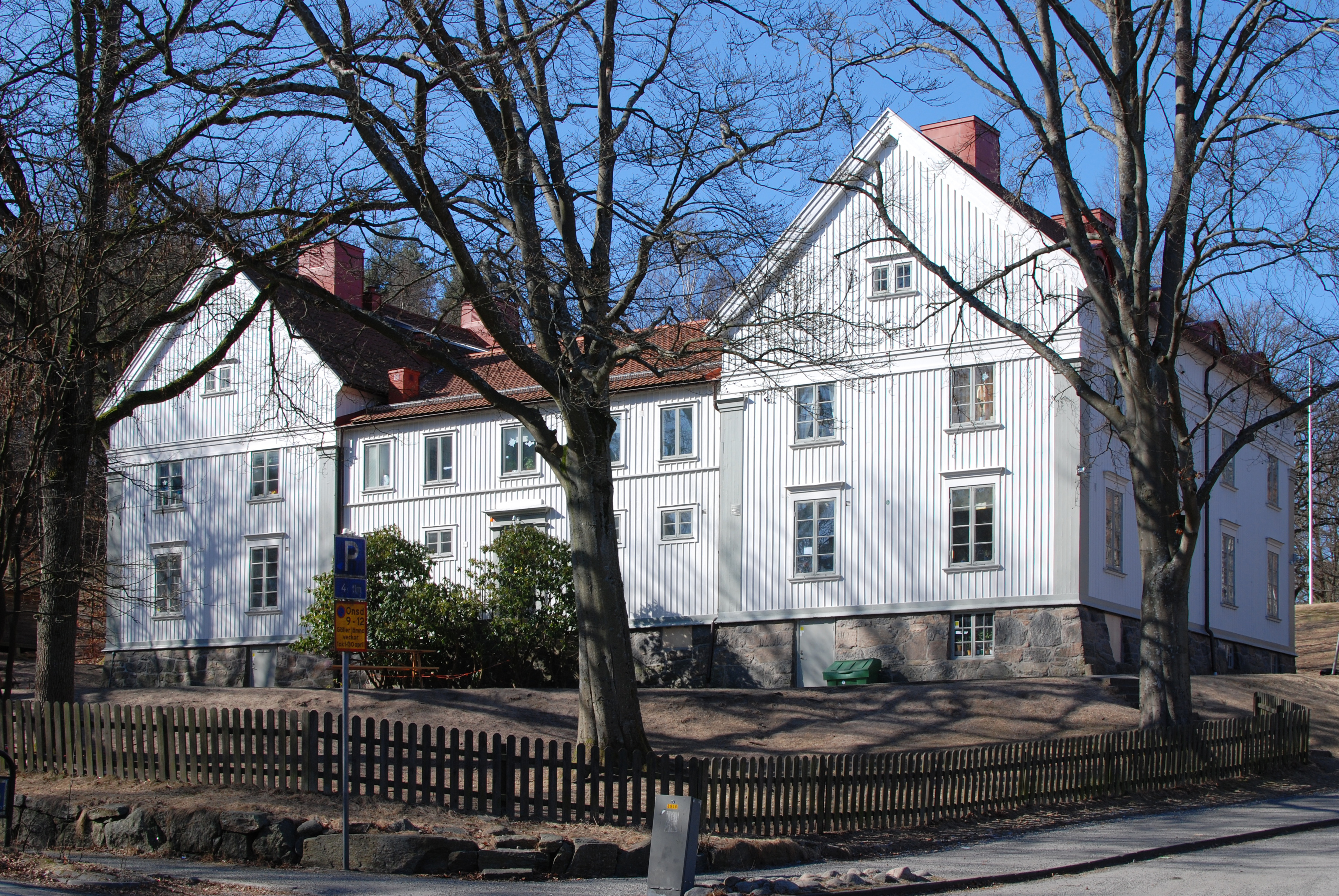
Skogshyddan.

Skogshyddan är en byggnad vid Lilla Danska Vägen i stadsdelen Bö i Göteborg.
Byggnaden skänktes av Beatrice Dickson, dotter till James Dickson på Överås, till Örgryte församling, som under åren 1925–1927 byggde ut den till församlingshem. Ritningarna utfördes av Karl M. Bengtson.
Byggnaden är uppförd i trä och präglas av 1920-talsklassicismen. Den stora samlingssalen har dekormålningar utförda av Brocke Blückert och Simon Lundell år 1927.
År 1992 flyttades församlingshemmet till en ny byggnad. Katolska skolan övertog byggnaden år 1996.
Byggnaden upptogs i kommunens bevaringsprogram 1987.